# Sabotsy Namehana
 (janvier 2014).
Si vous disposez d'ouvrages ou d'articles de référence ou si vous connaissez des sites web de qualité traitant du thème abordé ici, merci de compléter l'article en donnant les références utiles à sa vérifiabilité et en les liant à la section « Notes et références ».

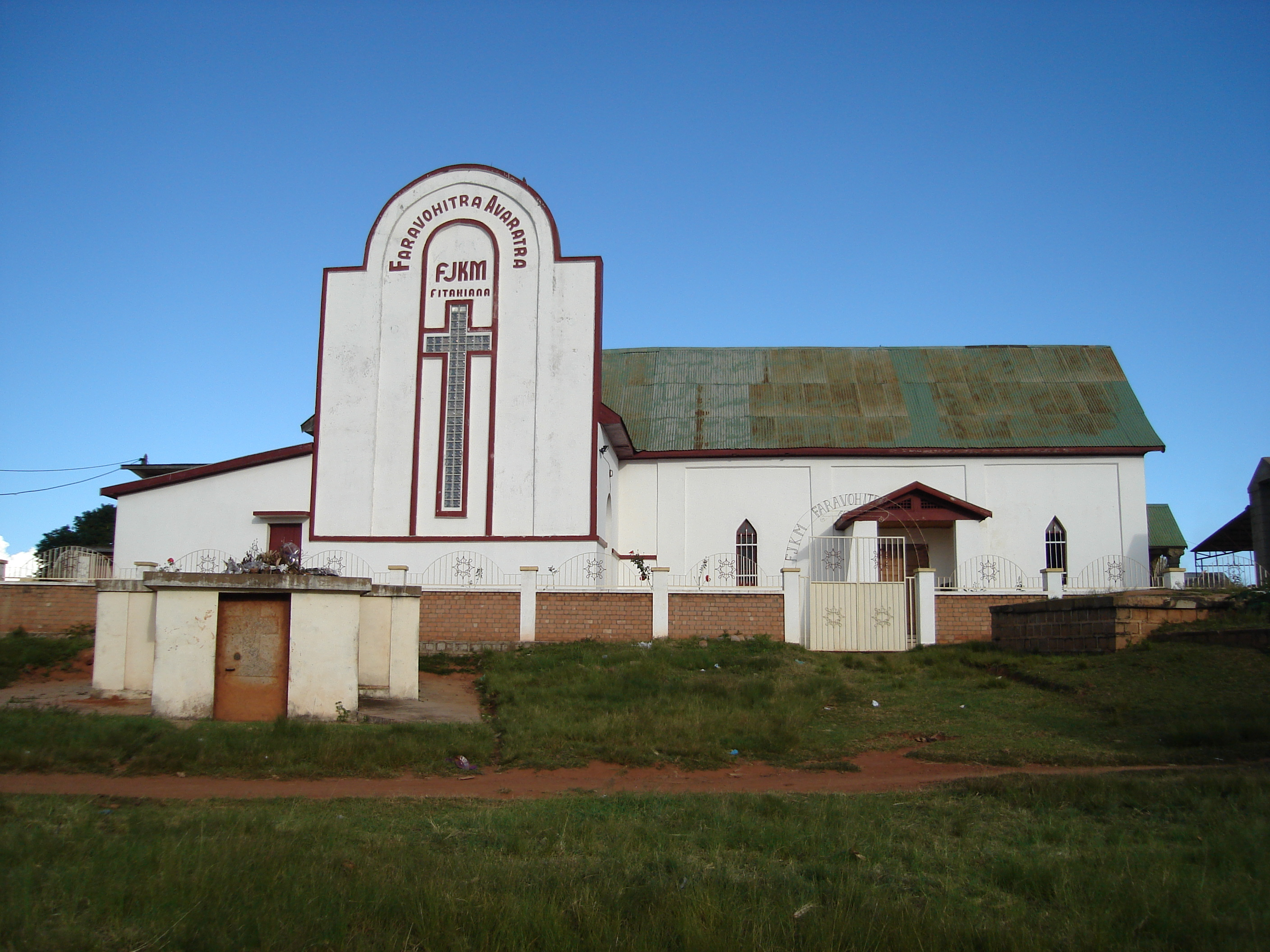
Paysage de Sabotsy

Sabotsy Namehana est une commune de Madagascar dans le District d'Antananarivo Avaradrano. Située à une quinzaine de kilomètres au nord d'Antananarivo sur la route nationale 3, elle compterait 63 000 habitants.

## Transports
L'arrêt de bus Sabotsy tsena se trouve sur la commune et permet une liaison avec la capitale par la ligne H.

## Personnalité lié à la commune
Le président de la République Hery Rajaonarimampianina y est né en 1958.